# Takashi Kikuchi
Takashi Kikuchi (jap. 菊地隆 Kikuchi Takashi) – japoński zapaśnik w stylu wolnym. Srebrny medal na igrzyskach azjatyckich w 1986; piąty w 1990. Czterokrotny uczestnik mistrzostw świata, zajął czwarte miejsce w 1982 roku.